# 玉林院 (長野県上松町)
玉林院（ぎょくりんいん）は 長野県木曽郡上松町にある臨済宗妙心寺派の寺院。山号は聖岩山。

## 歴史
天正7年(1579年)、大桑村須原にある定勝寺六世の玉林聖賢が開山したと伝わるが、天正7年1月1日に93歳で遷化していることから、実際の開山は、それ以前と考えられる。生年月日は不詳であるが、かなりの高齢で開山したことは確かである。
寺の東裏山に、聖岩(ひじりいわ)がある。玉林聖賢が座禅をした岩といわれ、山号はこれにより聖岩山となっている。
玉林聖賢は、木曾氏16代の木曾義元の次男で、木曾氏18代の木曾義康の次男で、19代の木曾義昌の弟の上松義豊の大叔父にあたることから、上松義豊が居館(上松館)の隣に玉林聖賢を招いたとも考えられる。
境内背後の天神山には、上松義豊の居館とされる上松館が築かれて木曾氏の拠点の一つになっていたことから、玉林院は上松館の出城として玉林院の境内は、城の防衛施設の一環として整備されたとも考えられる。
これよりも古く、木曾氏14代の木曾義賢の弟の木曾家信が、上松に居館を構えて、上松氏の祖となっており、木曾氏と上松氏に関係の深い地に開山したことが分かる。
天正18年（1590年）、木曾義昌と上松義豊が、徳川家康の関東移封に伴って下総国海上郡阿知戸へ国替となった後は、上松宿や周辺住民から信仰された。
二世・三世・四世の住持の名が不明となっているが、その期間は、上松下町の「いなば屋 千村氏」の出の生雲鐡公が、法灯を守っていたことが分かっている。
寛文年間(1661～1673年)になると、葬式や法事などを中心として墓碑を建てるなど、現在に繋がる寺の運営が始まった。
寛文10年(1670年)～宝永4年(1707年)まで、五世となって中興した大眞元愚の代には、檀徒から瀬木の田と荒田の畑が寄進されており、寄進者の名と大眞元愚の名が刻まれた石碑が、瀬木と荒田に残っている。
宝永4年(1707年)～享保13年(1728年)まで、六世の津龍知問は、寺院としての外見と内容を充実させた。
明治26年(1893年)に、寺が放火による火災に遭ったため、村人は耐火構造で、本堂兼庫裏を建てようと浄財を集めて勤労奉仕をしてケヤキの大木の柱を使い、土蔵造りの白壁の寺を、十五世の泰山宗碩の代に建立した。
昭和38年(1963年)、十六世の不岳秀文は、念願の本堂を建立した。
平成9年(1997年)6月20日、大本山妙心寺より林宏樹に、玉林院十八世住持の辞令伝達があり、入寺式が行われた。
平成9年(1997年)11月10日、十七世の泉英則の退山式と、十八世の林宏樹の晋山式が行われ、稚児行列には140人程が参加した。

## 寺宝
- 大般若経
- 永禄7年(1564年作の、絹本著色玉林和尚像（縦82.3cm、横35.9cm)長野県県宝

## 境内

### 山門と洪鐘
玉林院の鐘は、当初は半鐘であったとされる。
貞享4年(1687年)の春に五世の大眞元愚により洪鐘が造られた。
元禄16年(1703年)、六世の津龍知問の時に、多くの信者の浄財で洪鐘を造り直したと、棟札に書かれている。
明和3年(1766年）、八世の涼潭全澄と、九世の渇山慧唱の時代に、二階建ての鐘撞堂を兼ねた山門が新たに建造された。
山門は三間一戸、入母屋、銅板葺、八脚鐘楼門、外壁は真壁造り素木板張り、上層部は柱のみの吹き放し、高欄付。上屋が鐘撞堂となっている。
棟梁は藪原宿出身の川村弥平治の他3名、上松宿出身の留久六の他3名、屋根は松本城下町出身の高木弥兵衛の他1名が手掛けたものである。
天保3年(1832年)、十一世の貫道文喜の時代に、それまでの洪鐘が駄目になり新鋳された。当時の金で75両1歩と、銭11匁7分4厘が、かかったという。この時の鐘は太平洋戦争時に供出されたため、現在の鐘は五代目である。
天保13年(1842年)、十二世の松嶺智栄と、十三世の錦洲相碩の時代に山門の屋根の葺替が行われた。
明治26年(1893年)12月、放火により本堂や庫裏が焼失するなか山門は類焼を免れた。
昭和59年(1984年)、江戸時代中期に建てられた上松町最古の楼門建築として貴重なことから、上松町指定有形文化財となった。

### 本堂
現在の本堂は、昭和38年（1963年）に再建されたもので、入母屋、銅板葺、平入、桁行7間、外壁は真壁造り白漆喰仕上げ、腰壁は下見板張り縦押縁押え。総門は切妻、銅板葺き、一間一戸の薬医門である。

### 土蔵
元禄年間(1688～1704年)に、五世の大眞元愚の建造である。

### 庭園
江戸時代初期の庭園として、小さいながらも鶴島と亀島があり、木曽の名園の一つとして多くの本にも紹介されている。

### 石像
参道の突き当りの上に、高遠石工の守屋貞治の作と考えられる馬頭観音石像と延命地蔵石像がある。その他に西国四国秩父坂東巡礼供養塔や子育地蔵石像がある。ただこれらの石仏は、守屋貞治の弟子の渋谷藤兵衛の作とする資料もある。

## 上松館
義豊は当地に配されると地名に因み上松姓を名乗り、木曽氏の有力一族として重きを成し、織田信長への人質にもなっていて、兄である第18代の木曽義昌が、天正18年（1590年）に徳川家康の関東移封に伴い義昌も下総国海上郡阿知戸へ国替されたことから、義豊も随行し上松氏館は廃城になったと思われる。
上松館の跡地には天神社が勧請、境内には数多くの枝垂れ桜がある中で最大ものは「天神様の桜」と呼ばれ住民達から親しまれている。境内にある黒松（4本：往時は5本あった）は推定樹齢300年程の古木で、昭和59年（1984年）に上松町指定天然記念物となった。
上松館は「天神山木曽氏館跡」として昭和59年（1984年）に上松町指定史跡、しだれ桜（新田2本）は昭和57年（1982年）、しだれ桜（天神様）は昭和59年（1984年）に上松町指定天然記念物、六地蔵尊（延宝6年(1678年）建立は、昭和58年（1983年）に指定されている。
春にはこの玉林院から徒歩3分の「天神山しだれ桜」が楽しめる。大火による焼失を免れた黒松の大木と山門が美しい調和を見せ、天神堂横の枝垂桜は毎年美しい花をつける。

## 関連リンク
- 玉林院　長野県公式観光サイト